# Ватьма
Ва́тьма — река в России, протекает в Арзамасском и Вадском районах Нижегородской области. Устье реки находится в 12 км по правому берегу реки Вадок. Длина реки составляет 33 км. Площадь водосборного бассейна — 185 км².
Исток реки у села Саблуково в 15 км к юго-востоку от центра города Арзамас. Река течёт на северо-восток, почти полностью пересыхает в межень. На реке расположены сёла Саблуково (Кирилловский сельсовет Арзамасского района); Холостой Майдан, Петлино и Вазьян (Дубенский сельсовет Вадского района) и Стрелка (Стрельский сельсовет Вадского района). Ватьма впадает в озеро Вадское у села Вад.

## Данные водного реестра
По данным государственного водного реестра России относится к Верхневолжскому бассейновому округу, водохозяйственный участок реки — Сура от устья реки Алатырь и до устья, речной подбассейн реки — Сура. Речной бассейн реки — (Верхняя) Волга до Куйбышевского водохранилища (без бассейна Оки).
Код объекта в государственном водном реестре — 08010500412110000039791.